# 通钢事件
通钢事件，又称通钢7.24事件，指2009年7月24日，中国吉林省通化市通化钢铁集团股份有限公司（简称“通钢”）部分职工反对国有企业私有化的大规模群体性事件。该事件导致当天工厂停产，建龙集团派驻通钢的新任总经理陈国君被抗议者群殴致死。

## 起因
- 2003年，按照省里部署，通钢开始改制为“国有控股”，主要内容是社会职能移交和辅业剥离。经过两年多的前期调研准备，2005年初，省国资委批准了国有控股改制方案，正式进入实施阶段。至2005年6月，通钢3.6万名职工精简到2.2万名，并由全民所有制职工身份转制为合同制职工，按照岗位、职务发了转制补偿金。工作顺利平稳。省里决定下一步引进战略合作伙伴——外资身份的河北德龙钢铁公司以现金形式收购通钢30%股份[1]。
- 2005年中，省里决定通钢“整体改制”到位并在年内完成，包括身份置换、产权多元、国有资本退出。2005年7月27日，省国资委发布《关于对通化钢铁集团有限责任公司整体改制重组实施方案的指导意见》，要求投资主体多元化，形成1000万吨生产能力的目标[1]。
- 2005年12月25日，通钢改制协议最终正式签署：北京建龙集团出资14亿元（其中现金8亿元，加上吉林（市）建龙公司的资产作价6亿元），拥有新通钢36.19%的股份[1]。2005年12月30日，改制完成，通钢集团正式揭牌。重组谈判时，建龙提出的一个重点是冗员太多，要求精简裁员。但通钢刚刚基本完成社会职能移交和辅业剥离，已经剥离了1.4万人。
- 2005年，通钢股权改制方案实施，下岗和提前退休的人数超过万人。引起大量上访。[2]2006年下半年，建龙还通过精简把包括宣传、团委等党群工作部门和许多科级干部合并处理到了生产部门，成为一般工人，“通钢的党群工作职能已经完全停止”[1]。
- 建龙入主后的两年，没有实现省国资委当初期望——新通钢成立两年内形成年产1000万吨钢规模。相反，随着国际金融危机的深化，从2008年6月开始，钢材价格暴跌，通钢陷入“生产越多就亏得越多”的怪圈。到2009年2月，亏损一度高达10亿元[1]。
- 2008年冬季，通钢职工和家属住宅长达20多天供暖不足，引发通钢职工强烈不满。[2]
- 2008年12月底，通钢炼轧分厂厂长宋凯晚上巡视车间时，发现一名因节日饮了酒的员工，当即作出下岗处理的决定。这名员工在酒劲作用下，锤杀了宋凯[1]。
- 通钢大举裁员，2009年春节胡从外面招聘大批农民工进入通钢，每月工资4000多元，学徒收入是正式工的师父的3倍多。“把他教会，我们就得下岗。”2009年全国两会期间，通钢员工集合起来到办公楼抗议[1]。全国人大代表、董事长安凤成迅速赶回通钢平息事件。在工人面前，安凤成公开说，“建龙已宣布撤资”；得知此事后，通钢抗议的员工当即散去[1]。
- 2009年6月份，通钢电视台的报道称，通化钢铁当月实现盈利近7000万元。
- 根据吉林省国资委指示在通钢集团参股65%的大型民营控股公司建龙集团2005年已在通钢参股。在通钢亏损上亿元的情况下，建龙集团于2009年3月退出通钢，但后来由于钢材市场回暖，通钢扭亏为盈盈利不断攀升，建龙集团再次提出参股，此举激怒了通钢职工和退休人员，致使事态失控。[3]
- 2009年7月22日，一名警察朋友向通钢一位中层干部透露，建龙又要回来了，而且是控股通钢，上面已经让他们提前布控[1]。

## 过程
- 2009年7月22日 吉林省国资委作出建龙集团控股通钢集团的决定。
  - 晚間在通化宾馆，吉林省国资委召集通化钢铁副总经理以上干部开会宣布：建龙集团增资扩股并将控股通钢集团。股权调整方案为：建龙集团子公司以10亿元现金和其持有的通钢矿业公司股权向通钢集团增资控股。重组后的通钢，建龙集团持有通钢集团的股权变更为65%，吉林省国资委持有通钢集团的股权变更为34%，其余股东的股权为1%。[4]当时通钢集团董事长安凤成和鞠忠、胡品、孙玉斌等通钢集团高管拒绝在股权调整方案上签字。唯一签字的只有集团党委副书记、工会主席崔杰。[5]
- 2009年7月23日
  - 上午在通钢公司，吉林省国资委部分领导、建龙集团部分高管到召开通钢重组大会，当即遭到近百名通钢公司员工的包围抗议。当晚，厂家属区发现大量小字报：召集群众第二天早8：00到广场聚集。[4]
- 2009年7月24日
  - 8时35分，通钢在公司后五楼召开干部大会，宣布由张志祥担任新通钢董事长，由李明东担任总经理，由崔杰担任党委书记，由陈国君担任通化钢铁总经理。[6]同时，上千名通钢公司职工和职工家属在通钢办公大楼前集会，高举“建龙侵害国有资产，从通钢滚出去”等标语，高喊“建龙滚出去”等口号。聚集人员开始通过厂区1号门涌向生产区。[4]
  - 9时30分，吉林省国资委工作组人员传回“铁路运输线被堵，铁水运不出去，将导致1号、2号、3号高炉休风，进而会导致二炼分厂停产”的消息。[6]
  - 10时01分，现场的通化市政府领导的随行人员遭到殴打，无法工作。[6]
  - 11时5分，现场劝解无奏，1至6号炉休风停炉。[6]
  - 11时30分，建龙集团派驻人员陈国君被围殴。一些人对他进行了第一次殴打，陈国君躲进焦化厂旧办公楼二楼化验室。[6]
- 从15时到18时的3个小时内，省政府分别以“暂缓”、“终止”、“永不”，连续作出了3份停止重组的省政府决议[1]，以期平息事态。
  - 16时38分左右，聚集人群撞开焦化厂旧办公楼二楼办公室房间的防盗门，搜出陈国君，实施第二次殴打。现场的防暴警察在接到命令后，多次试图冲过人群救人未果。[6]
  - 15时30分，吉林省国资委工作组经过与省级领导请示沟通，决定暂缓执行与建龙集团的合作。[6]
  - 17时15分，吉林省国资委主任李来华在遭到聚集人群石块攻击的情况下，向聚集人群，宣布终止建龙集团重组并控股通钢集团的决定。[6]
  - 19时，现场聚集人数已达万人，7个高炉已经全部停产，厂区五个门已被封堵。建龙集团人员收到陈国君电话求助，称已经被殴打，请求尽快营救。[6]
  - 19时56分，吉林省国资委《关于终止建龙集团增资扩股通钢集团的通知》的正式文件印刷后向人群发放，但医务人员仍然无法接近陈国君进行抢救。[6]
  - 23时，白山市警察抢起陈国君，迅速从2号门撤退。陈国君被送至通化市医院，经抢救无效死亡。[6]
  - 晚間电视台发布公告称：“根据广大职工愿望，经省政府研究决定，建龙将永不参与通钢重组，希望广大职工保持克制，维护企业正常生产秩序，尽快撤离。”至夜，通钢恢复生产，鞭炮齐鸣。[6]
- 7月26日，通钢的钢产量创单日记录[1]。7月份超额完成盈利目标达到了一亿元。

## 后续
- 2009年8月5日，通钢集团董事长安凤成被免职，同时崔杰被任命为通钢集团党委书记，通化原分管工业的副市长巩爱平出任通钢董事长。[5]
- 2010年4月15日，原通钢总经理陈国君遇害案的被告人，通钢第二炼钢厂工人纪宜刚作为本案唯一被告人一审被判处无期徒刑[7]，后经三次减刑减至有期徒刑16年[8]。
- 2010年7月16日，首钢宣布以25亿元现金获得通钢77.59%的股权，从而控股通钢。[9]

## 评论和影响
官方聲明：
- 2009年7月27日下午，吉林省政府新闻办公室举行新闻发布会，吉林省国资委副主任、新闻发言人王喜东发言称：

1. 7月24日，企业个别内退人员及退休人员有抵触情绪，制造谣言，利用一些人员，特别是非在岗人员“国有情结”较深，对通钢集团现状与长远发展，特别是即将实行大型化改造需要大量资金，所面临困难不了解的情况，激化企业原有矛盾，鼓动一些不明真相的人员，在办公区内聚集，人员一度达到千余人，冲击生产区，堵塞原料运输线，造成部分高炉休风，危及焦化等分厂正常生产。有些人挑拨、煽动群众不满情绪，将矛盾集中在建龙集团派驻通化钢铁股份公司总经理陈国军身上，对其进行围堵，将其打伤流血不止，并作为人质挟持。
2. 在此情况下，建龙集团提出立即终止执行增资扩股方案。吉林省政府工作组考虑为尽快救出被扣押人质，保护其生命安全，防止事态扩大，避免酿成更大流血事件，同意终止实施建龙集团增资扩股通钢集团方案，并立即向职工宣布。但极少数人在焦化厂宿舍找到陈国君后，对其进行殴打，并继续煽动不明真相人员，对宿舍及抢救道路进行封堵，不准医护人员进入宿舍对其进行救治，阻止公安干警对其救援。后经吉林省国资委、通化市政府主要领导利用扩音喇叭，向围堵群众宣布终止建龙集团增资扩股决定，让大家放出人质，退离现场后，大部分人员离去，但仍有少数人员不准他人进室救治已经奄奄一息的陈国军。在此情况下，吉林省委、省政府领导、省政府工作组，通化市委、市政府以及省市公安部门认真研究解救措施和方案，紧急调动必要警力，强行进入焦化厂宿舍，将陈国军抢救出来。23时，陈国军因抢救无效死亡，死亡原因正在调查中。
3. 建龙集团对通钢集团增资扩股方案，是在通钢集团已经实施改制，员工身份全部转换，并在各主要股东协商一致的情况下，履行了相关审核、审批手续。方案的实施符合国家法律规定。
4. 事情发生后，吉林省委、省政府高度重视，省委书记王珉和省长韩长赋多次及时作出重要批示和指示，并委托省委副书记王儒林、分管副省长王祖继赶赴现场指导处置。经过省政府工作组、通化市委市政府、省市公安部门及通钢集团的积极努力，目前[notes 1]，事态已经得到控制，职工群众情绪平稳，通化钢铁股份公司生产生活秩序恢复正常。[10]

其他評論：
1. 《中国经济》杂志评论称：从通钢事件中，我们可以看到现有国有资产管理制度造成的财产归属混乱。《国有资产法》绕过财产所有人擅自把财产处分权赋予国资委，显然是违背了宪法和财产法的精神。[11]
2. 《瞭望》新闻周刊报道引用中国人民大学劳动关系研究所所长常凯教授的评论称：随着我国经济体制改革的推进以及劳资力量对比的日益悬殊，工人在企业中的参与权逐渐弱化。由于利益表达渠道不畅，在上访、告状收效甚微的情况下，工人们逐渐意识到了集体行动的力量。由于中国的劳资关系和劳资矛盾处理的不规范和中国劳工政策尚待完善，中国的劳资关系处理已经出现暴力化倾向。而通钢事件之所以是中国劳动关系发展过程中的标志性事件，就在于这一事件具备了上述的特征。[12]
3. 南开大学马克思主义学院教授艾跃进评论：“这总经理很狂妄啊，叫嚣‘我明天通通让你们下岗’。三万工人，一月平均工资三百，一年三千多。让三万多工人都下岗了，够不够他们的饭碗？那你不死谁死？你不死那三万工人就得死，我说你该死！”[13]

## 备注
1. ↑  指召开新闻发布会的2009年7月27日下午。